# Cycas edentata
Cycas edentata de Laub., 1998 è una pianta appartenente alla famiglia delle Cycadaceae, diffusa nel sud-est asiatico.

## Descrizione
È una cicade con fusto eretto, alto sino a 10 m e con diametro di 15-30 cm.
Le foglie, pennate, lunghe 1-2,2 cm, sono disposte a corona all'apice del fusto e sono rette da un picciolo lungo 45-70 cm; ogni foglia è composta da 60-108 paia di foglioline lanceolate, con margine intero, lunghe mediamente 25-35 cm.
È una specie dioica con esemplari maschili che presentano microsporofilli spinosi disposti a formare strobili terminali di forma fusiforme, lunghi 55-60 cm e larghi 11-13 cm ed esemplari femminili con macrosporofilli che si trovano in gran numero nella parte sommitale del fusto, con l'aspetto di foglie pennate, lunghe 24-34 cm, con margine caratteristicamente privo di spine, che racchiudono gli ovuli, in numero di 2-4. 
I semi sono grossolanamente ovoidali, lunghi 55-65 mm, ricoperti da un tegumento di colore dall'arancio al bruno e dotati di un endocarpo spugnoso.

## Distribuzione e habitat
La specie è diffusa nel sud-est asiatico (Birmania, Vietnam, Thailandia, Filippine, Malaysia e Indonesia).
Cresce in prossimità delle coste, in pieno sole, su terreni sabbiosi o rocciosi.

## Conservazione
La IUCN Red List classifica C. edentata come specie prossima alla minaccia (Near Threatened).

La specie è inserita nella Appendice II della Convention on International Trade of Endangered Species (CITES)